# ان‌جی‌سی ۶۶۲۴
ان‌جی‌سی ۶۶۲۴ (انگلیسی: NGC 6624) یک خوشه کروی در صورت فلکی کمان است گه در ۲۴ ژوئن ۱۷۸۴ توسط ویلیام هرشل کشف شد.